# Deltocephalus oranensis
Deltocephalus oranensis är en insektsart som beskrevs av Matsumura 1908. Deltocephalus oranensis ingår i släktet Deltocephalus och familjen dvärgstritar. Inga underarter finns listade i Catalogue of Life.